# Levande skogar
Levande skogar är ett av Sveriges 16 nationella miljömål vilka antagits av riksdagen för att nå en miljömässigt hållbar utveckling på lång sikt. Levande skogar, som är det tolfte miljömålet, definieras på följande sätt: "Skogens och skogsmarkens värde för biologisk produktion ska skyddas samtidigt som den biologiska mångfalden bevaras samt kulturmiljövärden och sociala värden värnas".

## Preciseringar
För att få en bättre bild av hur målet ska uppnås långsiktigt så ändrades preciseringarna för Levande skogar den 26 april 2012. Det är regeringen som fastställt de nio preciseringarna.
- Skogsmarkens egenskaper och processer Skogsmarkens fysikaliska, kemiska, hydrologiska och biologiska egenskaper och processer är bibehållna,
- Ekosystemtjänster Skogens ekosystemtjänster är vidmakthållna,
- Grön infrastruktur Skogens biologiska mångfald är bevarad i samtliga naturgeografiska regioner och arter har möjlighet att sprida sig inom sina naturliga utbredningsområden som en del i en grön infrastruktur,
- Gynnsam bevarandestatus och genetisk variation Naturtyper och naturligt förekommande arter knutna till skogslandskapet har gynnsam bevarandestatus och tillräcklig genetisk variation inom och mellan populationer,
- Hotade arter och återställda livsmiljöer hotade arter har återhämtat sig och livsmiljöer har återställts i värdefulla skogar,
- Främmande arter och genotyper Främmande arter och genotyper inte hotar skogens biologiska mångfald,
- Genetiskt modifierade organismer genetiskt modifierade organismer som kan hota den biologiska mångfalden inte är introducerade,
- Bevarade natur- och kulturmiljövärden Natur- och kulturmiljövärden i skogen är bevarade och förutsättningarna för fortsatt bevarande och utveckling av värdena finns, och
- Friluftsliv Skogens värden för friluftslivet är värnade och bibehållna.[3]

## Ansvarig myndighet
Ansvarig myndighet för miljömålet Levande skogar är Skogsstyrelsen. 

## Uppföljning av miljömålet
De svenska miljömålen följs upp årligen och en fördjupad utvärdering görs vart fjärde år.

### Målbedömning
Senaste bedömning för miljömålet Levande skogar (mars 2023) är att målet inte nås och att utvecklingen i miljön är negativ. Detta motiveras så här:
Åtgärder som genomförs ger positiva effekter, men är inte tillräckliga. Förlust av naturvärden som inte går att återskapa är ett allvarligt problem. Att skapa en funktionell grön infrastruktur brådskar och klimatförändringarna gör arbetet extra viktigt. I dag saknas tillräckliga styrmedel för att säkerställa bevarad biologisk mångfald i skogen och för att vidmakthålla skogens ekosystemtjänster över tid.

### Indikatorer
Som stöd för bedömningen används bland annat fem indikatorer:
- Formellt skyddad skogsmark, frivilliga avsättningar, hänsynsytor samt improduktiv skogsmark[5]
- Förändring av arealen gammal skog på produktiv skogsmark[6]
- Häckande fåglar i skogen[7]
- Miljöhänsyn vid föryngringsavverkning och efterföljande föryngringsarbete[8]
- Strukturer i skogslandskapet[9]

Indikatorerna uppdateras med olika intervall beroende på hur ofta det finns nya data. Till varje indikator finns även en kommenterande text som förklarar utvecklingen.

### Fördjupad utvärdering
Den senaste fördjupade utvärderingen av miljömålen gjordes 2023. Underlagsrapporten om Levande skogar togs fram av Skogsstyrelsen 2022.

## Väsentliga insatser för att nå miljömålet Levande skogar
Beskrivning av läget år 2013.

### Äldre lövrik skog
Ökad areal äldre lövskog bidrar till den biologiska mångfalden eftersom det ger bättre förutsättning för arterna som är beroende av äldre lövskog för överlevnad. Exempelvis finns det svampar som är beroende av en viss sorts lövträd för överlevnad. Insekter är beroende av död ved från lövträd medan insekter i sig är fåglarnas föda.
Äldre lövskog innebär att det är en skog där en fjärdedel utgörs av lövskog och där skogens medelålder är 80 år i norra Sverige och 60 år i södra Sverige. Själva ökningen av arealen äldre lövskog beror på att ung lövskog blir äldre lövskog. Den tidigare ökningen berodde på att lövrik skog ingår i såväl skogsägarnas frivilliga avsättningar som i den miljöhänsyn som tas i samband med avverkning. Den största ökningen av areal äldre lövskog har skett i södra Sverige.

### Gammal skog
Avverkning och förnyelse av gammal skog har lett till minskad mångfald av sällsynta arter i gamla skogar.
Skog som är äldre än 120 år i södra Sverige och 140 år i norra Sverige klassas som gammal skog. År 1998 gjordes riksinventering av skog och visade att i hela landet fanns cirka 1,2 miljoner hektar gammal skog.
Åldern på skogen innebär inte alltid att den har högt naturvärde.

### Skyddad areal skogsmark – naturvårdsavtal
Naturvårdsavtalens avsikt är att utveckla samt bevara de naturvärden som finns. Avtalet utgörs av civilrättsliga avtal mellan personen som äger marken och staten för att sedan gälla under en tid vilket vanligen brukar vara 50 år.
I avtalen bestäms det hur det är tänkt att gå till väga för att se till att naturvärdena utvecklas och bevaras. Markägaren får sedan en viss ersättning beroende på hur mycket den personen förlorar genom tillämpningen av dessa förändringar.
Mängden pengar som Skogsstyrelsen kan lägga ner på just naturvårdsavtal samt intresset hos markägaren spelar stor roll för framsteg inom naturvårdsavtal.

### Skydd av skogsmark – naturreservat
Naturreservat är en metod att skydda skogar främst i syftet att bevara biologisk mångfald samt vård och bevaring av viktiga naturmiljöer. Metoden inrättas av länsstyrelserna och kommunerna med stöd från miljöbalken. Ett naturreservat sätter en gräns på hur marken inom området får användas för all framtid.
Ett naturreservat kan införas inom både privata och allmänt ägda marker. Ägaren till marken får ersättning med ett belopp motsvarande 25 procent mer än vad fastigheten minskade i marknadsvärde eller genom att marken förvärvas.

### Skyddad areal skogsmark – biotopskyddsområden
Biotopskyddsområden är en skyddsmetod för att bevara speciellt skyddsvärda naturmiljöer. Metoden begränsar hur marken inom ett område får användas för all framtid och för detta får ägaren av marken ersättning.
I dag är nivån av intresset hos markägarna för biotopskyddsområden relativt stort. Det är Skogsstyrelsen eller kommunen med stöd från miljöbalken som beslutar om ett område ska bli ett biotopsskyddsområde.

### Häckande fåglar i skogen
Många fåglar är toppredatorer. Ett stort antal arter av dessa indikerar en väl fungerande biologisk mångfald.
Fåglar är lättstuderade och det ger stor kännedom om deras omgivning. Svenska fåglar som specialiserar sig på vissa arter har minskat de senaste 30 åren.

### Hård död ved
Mångfalden av insekter i skogen, lavar, mossor och vedsvampar är beroende av tillgången på hård död ved. Fågellivet är i sin tur beroende av vedlevande insekter. Många arter har specifika krav på den döda vedens egenskaper.
Liggande eller stående död ved klassas som hård död ved om diametern är minst 10 cm. Huvuddelen av stammen måste vara mycket lite påverkad av nedbrytande organismer.
Under första hälften av 1900-talet var användningen av död ved som störst vilket medförde kraftig minskning av mängden död ved. År 1998 visade riksinventeringen av skog att i hela landet fanns ungefär 2,5 kubikmeter hård död ved per hektar. Mängden av hård död ved behöver öka för att förstärka den biologiska mångfalden. I vissa områden är mångfalden särskilt hotad på grund av brist på död ved.

### Skador på forn- och kulturlämningar
Det moderna skogsbruket för med sig skador på forn- och kulturlämningar. Dessa är skyddade av kulturmiljölagen och skogsvårdslagen. En inventering 2012 av utförd hänsyn på slutavverkade områden, genomförd tre år efter avverkning visade att full hänsyn visats i 56 procent av fallen och att 22 procent av berörda forn- och kulturlämningar på ett eller annat sätt blivit skadade. Inventeringen omfattade endast kända och registrerade lämningar. Denna negativa påverkan yttrade sig till exempel som plantering på fornlämning, nedrisning, markberedning samt körskador efter skogsfordon.

### Askåterföring till skogar
Nya problem har dock uppstått när det gäller uttag av skog. Förr så togs inte GROT (grenar och toppar) från skogen utan de fick ligga kvar och förmultna i skogen, vilket innebar att näringsämnena hamnade i jorden. På senare tid när efterfrågan av biobränsle har ökat så tas även GROT från skogen, vilket i sin tur leder till att näringsämnen försvinner från skogen.
En lösning till detta problem är att återföra askan från förbrända biobränslen. Askan innehåller alla näringsämnen som togs ut från skogen så genom att tillföra dem efteråt så sluts det ekologiska kretsloppet. På detta sätt är det möjligt att ta ut biobränslen från skog i samma takt utan att äventyra skogens välmående. Askan från förbränning höjer pH-värde samt tillför kalium, fosfor, bor och koppar som trädet tog upptog medan det växte. Vid GROT uttag så har Skogsstyrelsen gett vissa riktvärden för vad askan ska innehålla för att vara bra nog att återföras. Hela processen går till på följande vis: Biomassa förbränns, askan som blir kvar lagras sedan för att efter ett tag bli härdad. Sedan tas prover för att se till att askan uppfyller Skogsstyrelsens riktvärden och därefter mals askan för att spridas i skog.

## Resultat av åtgärder fram till år 2013

### Äldre lövrik skog
År 1998 var arealen äldre lövskog cirka 1,12 miljoner hektar. I dag är arealen äldre lövskog cirka 1,25 miljoner hektar.  Det vill säga det har skett en ökning av areal äldre lövskog sedan 1998 dock så har ökningen stått helt still de senaste åren.

### Gammal skog
År 2010 ökade arealen till cirka 1,7 miljoner hektar och ökningen fortsätter.
Ökning av skogsareal beror bland annat på att den äldsta skogen ingår i skogsägarnas frivilliga avsättningar och att avverkning av gammal skog har minskat kraftigt.

### Skyddad areal skogsmark – naturvårdsavtal
Mellan åren 1999 och 2010 fanns det ett delmål inom Levande skogar att höja antal fertil skogsmark som är skyddade av naturvårdsavtal med 50 000 hektar. Det finns en bit kvar innan det målet är uppnått eftersom sedan 1999 har arealen naturvårdsavtal bara ökat med 25 818 hektar.

### Häckande fåglar i skogen
För att fåglar ska ha en chans att återhämta sig måste avverkning av gammal skog, lövskog samt död ved minska. Idag är man medveten om situationen och ökad naturvårdshänsyn har bidragit till att en del arter har slutat minska i antal.
Översikt av huruvida en viss fågelart har minskat, ökat eller stannat kvar i antal i sina respektive omgivningar.(-) innebär minskning och (+) innebär ökning:  
- Gammal skog: tjäder (+), tretåig hackspett, svartmes, tofsmes, talltita, lappmes (-), trädkrypare, lavskrika, domherre.
- Lövskog och/eller skog med stort lövinslag: gröngöling (-), mindre hackspett, tretåig hackspett, skogsduva (+), stjärtmes, entita, trädkrypare.
- Död ved: gröngöling (-), mindre hackspett, tretåig hackspett, entita, talltita.
- Skogen i stort: tjäder (+), järpe, gröngöling (-), mindre hackspett, tretåig hackspett, skogsduva (+), stjärtmes, svartmes, tofsmes, entita, talltita, lappmes (-), trädkrypare, lavskrika, nötkråka (-), domherre.

### Hård död ved
Idag finns ungefär 4,0 kubikmeter hård död ved per hektar. Detta är dock bara ett medelvärde över hela landet och variationen är stor mellan olika skogar och landsdelar. Inom skogsbruket är man medveten om den hårda döda vedens enorma betydelse för många organismer.

### Skador på forn- och kulturlämningar
Årliga inventeringar av skadeläget på forn- och kulturlämningar har inte visat på någon generell förbättring av skadeläget. Resultaten dock varit olika för olika delar av landet. Ett exempel är att skogsbruket i Svealand har visat betydligt bättre hänsyn till forn- och kulturlämningar än vad som gjorts i Norra Norrland.
Efter 2012 års inventering har man registrerat hänsyn till de så kallade villkorsområdena, som är områden kring fornlämningar vilka omfattas av samma lagskydd som själva fornlämningen. Här är hänsynen mycket svag, 70 procent av dessa områden har påverkats negativt eller skadats av skogsbruksåtgärder.

### Skydd av skogsmark – naturreservat
Det fanns ett delmål inom Levande skogar mellan 1999 och 2010 om att skogsbruk skulle upphöra inom ytterligare 320 000 hektar genom bildande av naturreservat. Målet avsåg fertil skogsmark nedan det fjällnära området och sedan 1999 har 293 500 hektar skyddats.

### Skyddad areal skogsmark – biotopskyddsområden
Mellan åren 1999-2010 fanns ett delmål inom Levande skogar om att skogsbruk skulle upphöra inom 30 000 hektar skyddsvärd skogsmark. Målet avsåg fertil skogsmark nedan det fjällnära området och sedan 1999 har 19 882 hektar skyddats.

### Askåterföring till skogar
Askåterföring motverkar den försurning och minskade näringstillgång som grotskörd medför. Att motverka försurning i marken är bra för markmiljön på olika sätt och bidrar till att bibehålla kvaliteten på avrinnande vatten. På typiska granmarker gynnas även skogens tillväxt.